# مسغاف عام
مسغاف عام (بالعبرية: מִשְׂגַּב עָם) هي مستوطنة في الجليل الأعلى في شمال إسرائيل، تقع قرب الحدود مع لبنان، مقابل بلدة عديسة اللبنانية، وقرب مدينة كريات شمونة الإسرائيلية، وتقع تحت سلطة مجلس الجليل الأعلى الإقليمي. في 2019 بلغ عدد سكانها 339 نسمة.
تقع مسغاف عام على ارتفاع 840 متر (2,760 قدم) فوق مستوى سطح البحر وتطل على سهل الحولة من جهة، وعلى قرية عديسة اللبنانية المجاورة من جهة أخرى.

## التاريخ
تأسست المستوطنة في 2 نوفمبر 1945، في ذكرى وعد بلفور، على يد شباب من البلماح. كانت مسغاف عام واحدة من 7 مواقع تابعة للبلماح أنشئت على الحافة الشرقية للجليل. تقع المستوطنة على السطر الشمالي من قرية هونين الفلسطينية المهجرة.
كان المؤسسون أعضاء في حركة الشبيبة العاملة والمتعلمة من ضواحي تل أبيب. وانضم إليهم لاحقًا مهاجرون جدد من تركيا وبلغاريا.
في أواخر السبعينات، زاد عدد السكان مع انتقال مهاجرين جدد إلى المستوطنة من أوروبا والولايات المتحدة وأمريكا الجنوبية.

### عملية مسغاف عام
في 7 أبريل 1980، هاجم 5 فدائيين من جبهة التحرير العربية المدعومة من العراق مسغاف عام ليلاً ودخلوا الحضانة. وقتلوا سكرتير المستوطنة ورضيعاً واحتجزوا بقية الأطفال رهائن، مطالبين بالإفراج عن نحو 50 أسيراً في السجون الإسرائيلية. ولم تنجح محاولة الإنقاذ الأولى التي شنتها وحدة مشاة من الجيش الإسرائيلي، لكن المحاولة الثانية التي كانت بعد ساعات قليلة نجحت، وأسفرت عن مقتل جميع الفدائيين. قُتل 2 من أعضاء الكيبوتس وجندي، وأصيب 4 أطفال و11 جنديًا.
عقب وقوع الهجوم، توغلت القوات الإسرائيلية في جنوب لبنان للضغط على المقاومة الفلسطينية في لبنان. انسحبت إسرائيل بعد 5 أيام، بسبب الضغوط السياسية الشديدة من الولايات المتحدة، والخسائر الناجمة عن سنوات من القتال مع الفصائل اللبنانية المختلفة. خلال سنوات الاحتلال الإسرائيلي لجنوب لبنان (1982-2000)، كانت للمستوطنة علاقات ودية مع السكان على الجانب الآخر من الحدود، على الرغم من حالة الحرب بين لبنان وإسرائيل منذ 1948.

### الحرب الفلسطينية الإسرائيلية 2023
خلال الحرب الفلسطينية الإسرائيلية (2023)، واجهت مستوطنات الحدود الشمالية الإسرائيلية، بما في ذلك مسغاف عام، هجمات من قبل حزب الله والفصائل الفلسطينية المتمركزة في لبنان، وتم إخلاؤها.
في 30 سبتمبر 2024، شن الجيش الإسرائيلي غزوًا بريًا محدودًا على جنوب لبنان. وفي نفس اليوم أعلن جيش الدفاع الإسرائيلي مسغاف عام منطقة عسكرية مغلقة.

## معرض صور

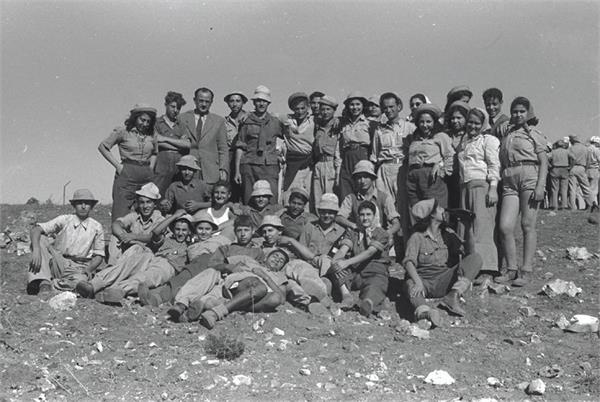
السكان الأوائل 1945
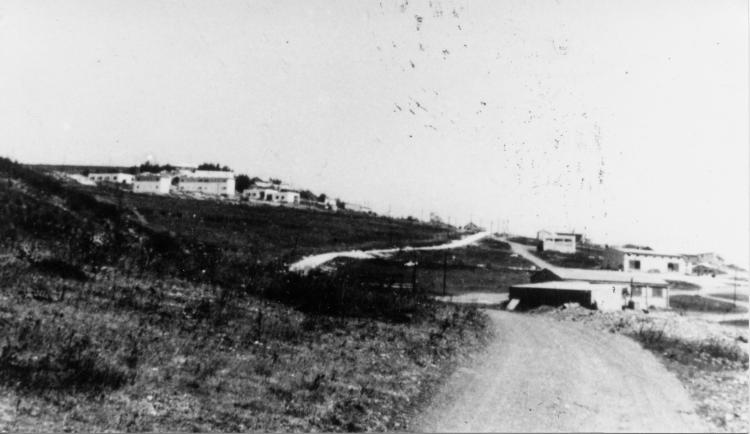
مستوطنة مسغاف عام (1948 تقريباً)
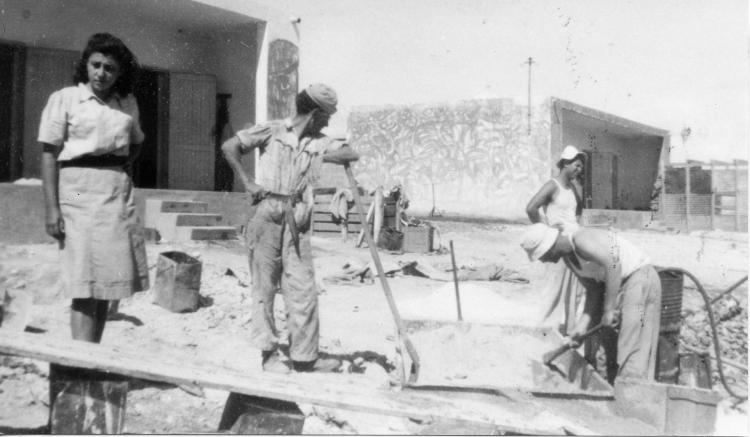
لواء يفتاح ينفذ أعمال بناء في مسغاف عام (1948)
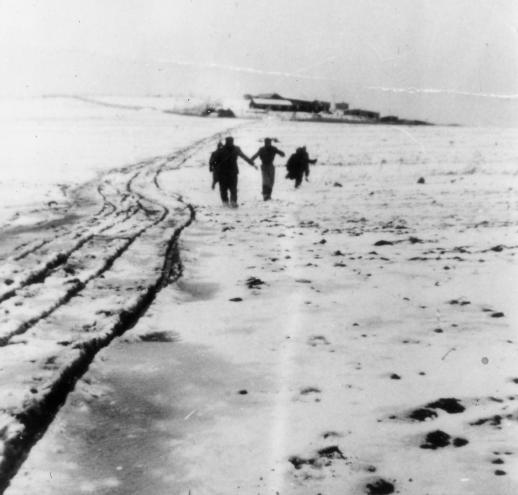
شتاء 1948
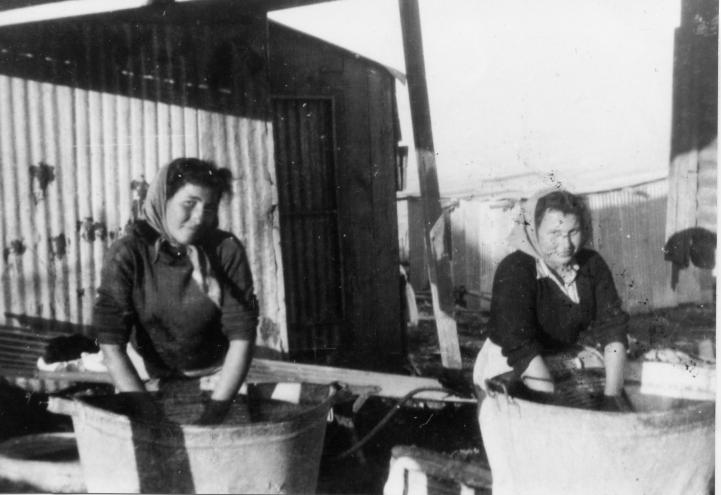
المغسلة (1948)
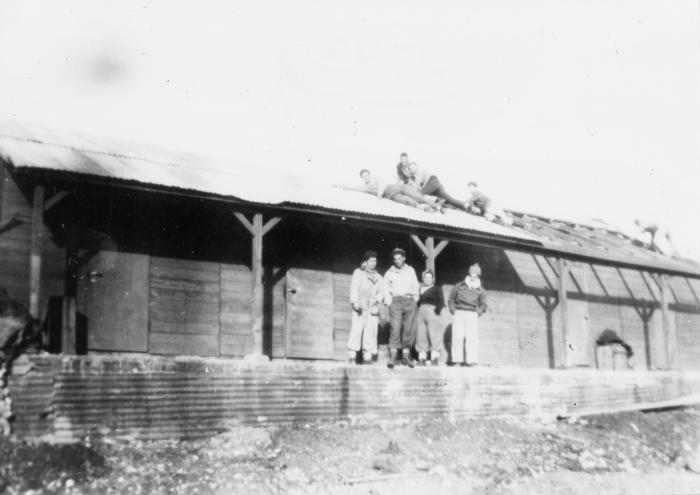
إصلاح سقف قاعة الطعام بعد وقوع أضرار سببتها عاصفة (1948)